# Фредерік Дюфур
Фредерік Дюфур  (фр. Frédéric Dufour, 2 лютого 1976) — французький веслувальник, олімпійський медаліст.

## Виступи на Олімпіадах
| Олімпіада  | Дисципліна                      | Місце |
| ---------- | ------------------------------- | ----- |
| Афіни 2004 | Men's Lightweight Double Sculls | 2     |
| Пекін 2008 | Men's Lightweight Double Sculls | 11    |